# Cases Pere Molins
Les cases Pere Molins són un conjunt d'edificis situats a la Rambla de Barcelona, 127 i 129, catalogats respectivament com a bé amb elements d'interès (categoria C) i bé cultural d'interès local (categoria B). Actualment acullen un hotel.

## Història
El 8 febrer del 1850, l'adroguer i terratinent Josep Almirall i Alier (pare de Valentí Almirall i Llozer) va establir en emfiteusi una casa-fàbrica al negociant Pere Molins i Huguet a cens de pensió anual de 495 lliures barcelonines i una entrada de 2.300, i també li va vendre dues plomes d'aigua de la mina de Montcada per 700 lliures. El mateix dia, Molins va traspassar la meitat meridional a l'advocat Joan Busquets, que el juny va demanar permís per a construir-hi un edifici, segons el projecte del mestre d'obres Antoni Jambrú i Riera.
Tanmateix, l'agost del mateix any, Molins va recomprar-li la parcel·la per 1.800 lliures, i el setembre va cedir una altra més gran a la banda septentrional a Joan Giralt i Miret, declarant que la transacció anterior l'havia fet en benefici d'aquest. Finalment, l'octubre, Molins va demanar la substitució del projecte inicial de Busquets per un altre de l'arquitecte Joan Vilà i Geliu, que va fer dos projectes idèntics. Tanmateix, només se'n va construir el del núm. 127, ja que el núm. 129 (propietat de Giralt) es va realitzar segons el disseny de Jambrú.

## Descripció
Es tracta d'un conjunt de dos edificis d'habitatges de mitjan segle xix entre mitgeres, de planta baixa, entresòl i quatre pisos, i la fesomia de les tres darreres plantes correspon a una segona planta amb balcó seguit i a la tercera i quarta els balcons s'individualitzen.
El primer pis del número 129 està amagat parcialment per una tribuna moderna sense cap interès, mentre que el número 127 ha estat restaurat recentment, i s'hi va eliminar la tribuna de la primera planta i les obertures de la planta baixa i l'entresòl, fruit d'una reforma de la dècada del 1930.
Al número 127 cal destacar els plafons enfonsats al parament de façana on apareixen motius esgrafiats, mentre que al número 129 són de terra cuita. Els motius més documentats són els vegetals, amb fulles i algunes puntuals garlandes vegetals. Enmig d'aquests composicions, a l'alçada de la tercera planta, s'hi poden observar diverses màscares.
A la planta baixa del núm. 129 hi ha un establiment notable, el Musical Emporium, amb un aparador-entrada que enclou la porta de vidre gravat en un estil modernista i que amaga el portal primitiu. Està catalogat com a element d'interès paisatgístic (categoria E3).